# マニュエラ・マレーバ
マニュエラ・マレーバ＝フラニエール（Manuela Maleeva-Fragniere、ブルガリア語: Мануела Малеева, 1967年2月14日 - ）は、ブルガリア・ソフィア出身の元女子プロテニス選手。姉妹プロテニス選手として有名な「マレーバ3姉妹」（マニュエラ、カテリナ、マグダレナ）の長女である。スイス人であるコーチのフランソワ・フラニエール（Francois Fragniere）と結婚して、国籍もブルガリアからスイスに移住した。シングルス自己最高ランキングは3位。WTAツアーでシングルス19勝、ダブルス4勝を挙げる。日本でも4つのトーナメントで優勝した。

## 来歴
マレーバの家族は、母親がブルガリアの国内テニス選手権で9度優勝するほどの名選手で、父親はバスケットボールのブルガリア・ナショナル・チームでプレーした経歴を持つ、スポーツの名門一家だった。その環境の中でマレーバ3姉妹はテニスに親しみ、長女のマニュエラは6歳からテニスを始めた。1982年に15歳でプロ入り。1984年5月に「スイス・オープン」でWTAツアー初優勝。2週間後の「イタリアン・オープン」では決勝でクリス・エバート・ロイドを 6-3, 6-3 で破り、2大会連続優勝を飾る。この年のウィンブルドンで初の4大大会ベスト8入り。同年の全米オープン混合ダブルスでトム・ガリクソン（アメリカ）と組み優勝。ちなみにこの優勝はマニュエラの四大大会唯一の優勝である。同年11月に大阪城ホールで開催された「ライオン・レディス・カップ」（カーペット・コートの大会、後に廃止。1983年までは東京の青山学院大学テニスコートで開催されていた。）に参加。1回戦でリサ・ボンダー（アメリカ）を下し決勝に進出。決勝戦ではハナ・マンドリコワを 6-1, 1-6, 6-4 で破り、日本のトーナメントで初優勝。1ヶ月後の12月16日、第1回「東レ パン・パシフィック・オープン・テニストーナメント」の決勝でドイツのクラウディア・コーデ＝キルシュを 3-6, 6-4, 6-4 の逆転で破り、同大会の初代優勝者に輝いた。これらの勝利をきっかけに、マニュエラ・マレーバは日本で多くのファンを獲得した。1985年は全仏オープンと（当時は年末開催だった）全豪オープンでベスト8に入り、東レ・パン・パシフィック・テニスで大会2連覇を記録する。1986年は全米オープンでベスト8入り。1987年11月28日にフランソワ・フラニエールと結婚した。
4大大会では長い間ベスト8止まりが続いていたが、1992年の全米オープンでついに準々決勝の壁を破り、自身初のベスト4進出を果たす。準々決勝で末の妹マグダレナ・マレーバと“姉妹対決”をしたが、マニュエラが 6-2, 5-3 とリードした時点で、マグダレナが試合を途中棄権した。初めての準決勝ではアランチャ・サンチェス・ビカリオに 2-6, 1-6 で敗れている。1993年に全米オープンで2年連続のベスト4入り。この時は準々決勝で日本の伊達公子を 7-5, 7-5 で破ったが、準決勝でシュテフィ・グラフに 6-4, 1-6, 0-6 の逆転で敗れた。グラフには通算17戦全敗に終わり一度も勝つことが出来なかった。最後の4大大会出場となった1994年の全豪オープンではベスト8となり、準々決勝でアランチャ・サンチェス・ビカリオに 6-7, 4-6 で敗れた。
女子国別対抗戦・フェデレーションカップでは、1983年から1989年まではブルガリアの代表選手であったが、フランソワ・フラニエールとの結婚でスイス国籍を取得し、1991年と1992年はスイス代表選手としてプレーした。1988年のソウル五輪にはブルガリア代表で出場し、シングルスの銅メダルを獲得している。
マニュエラ・マレーバ・フラニエールの現役最後のトーナメントは、1994年2月に日本の大阪（厳密には兵庫県尼崎市）で行われたアジア女子オープンであった。準々決勝で神尾米、準決勝で遠藤愛と日本勢を連破し、2月13日の決勝戦ではクロアチアのイバ・マヨリを 6-1, 4-6, 7-5 で破り、最後のトーナメント出場を優勝で飾った。27歳のマレーバ・フラニエールは世界ランキング9位で現役を引退し、女子の世界ランキングトップ10のポジションのままで現役を引退した4人目の選手となった。